# 람틴역
람틴역 (중국어 정체자: 藍田, 광둥어 예일: Làamtìn, 영어: Lam Tin)은 홍콩 지하철 군통 선의 역이다. 원래는 쿼리베이 역까지의 연장 구간의 일부로 지어진 역이다. 이 역에서 에스컬레이터를 연이어 타고 올라가면 람틴 산동네로 갈 수 있다.

## 역사
1980년대 영국 식민정부는 동구해저도로를 기획하고 있었다. 때마침 1978년부터 홍콩 지하철을 개발하고 있었기 때문에 군통 선을 쿼리베이까지 새로운 터널을 뚫어 연장시킬 계획이었다. 이후에는 터널로 진입하기 전에 모든 열차가 람틴 계곡에 일단 정차한 뒤, 사이초완 산을 경유해 지하터널로 진입하도록 한다는 방침이 세워졌다.
람틴 역은 다이애나 왕세자비의 홍콩 공식방문에 맞추어 1989년 10월에 문을 열었다. 당시 찰스 왕세자가 역 개통을 공식 선언하였고, 이 때 남긴 기념동판이 아직도 역내에 붙어 있다. 동구해저도로까지 개통한 뒤 람틴 일대는 지하철역과 버스터미널이 인접한 가우룽 동부의 주요 교통중심지가 되었다. 지금은 정관오에서 다른 지역으로 이동하거나 홍콩에서 가우룽을 오고갈 때 주로 이용하는 사람들이 많다. 2005년 8월 말에는 역내 스크린도어가 설치되었다.

## 역 구조

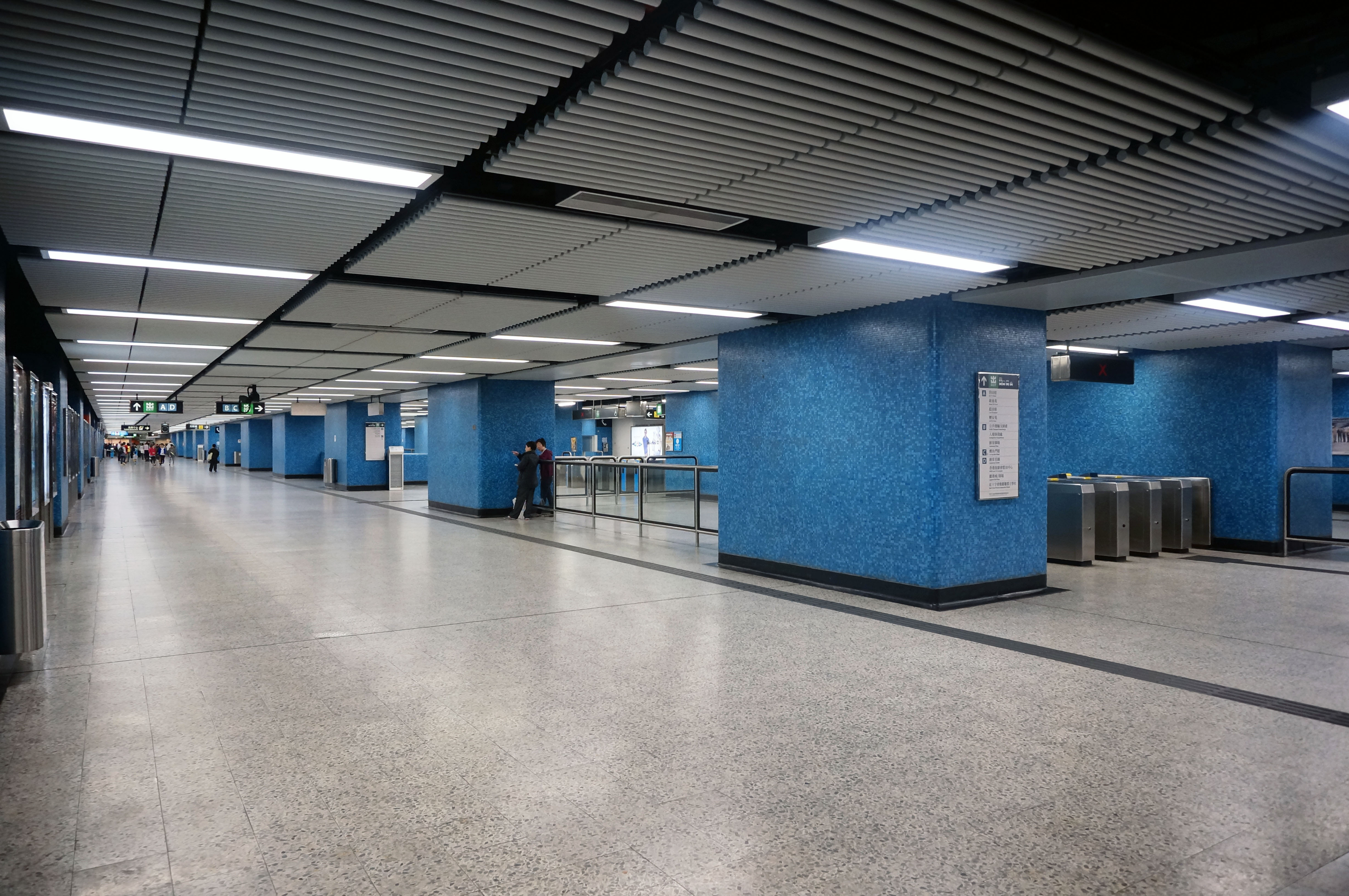
람틴 역 대합실

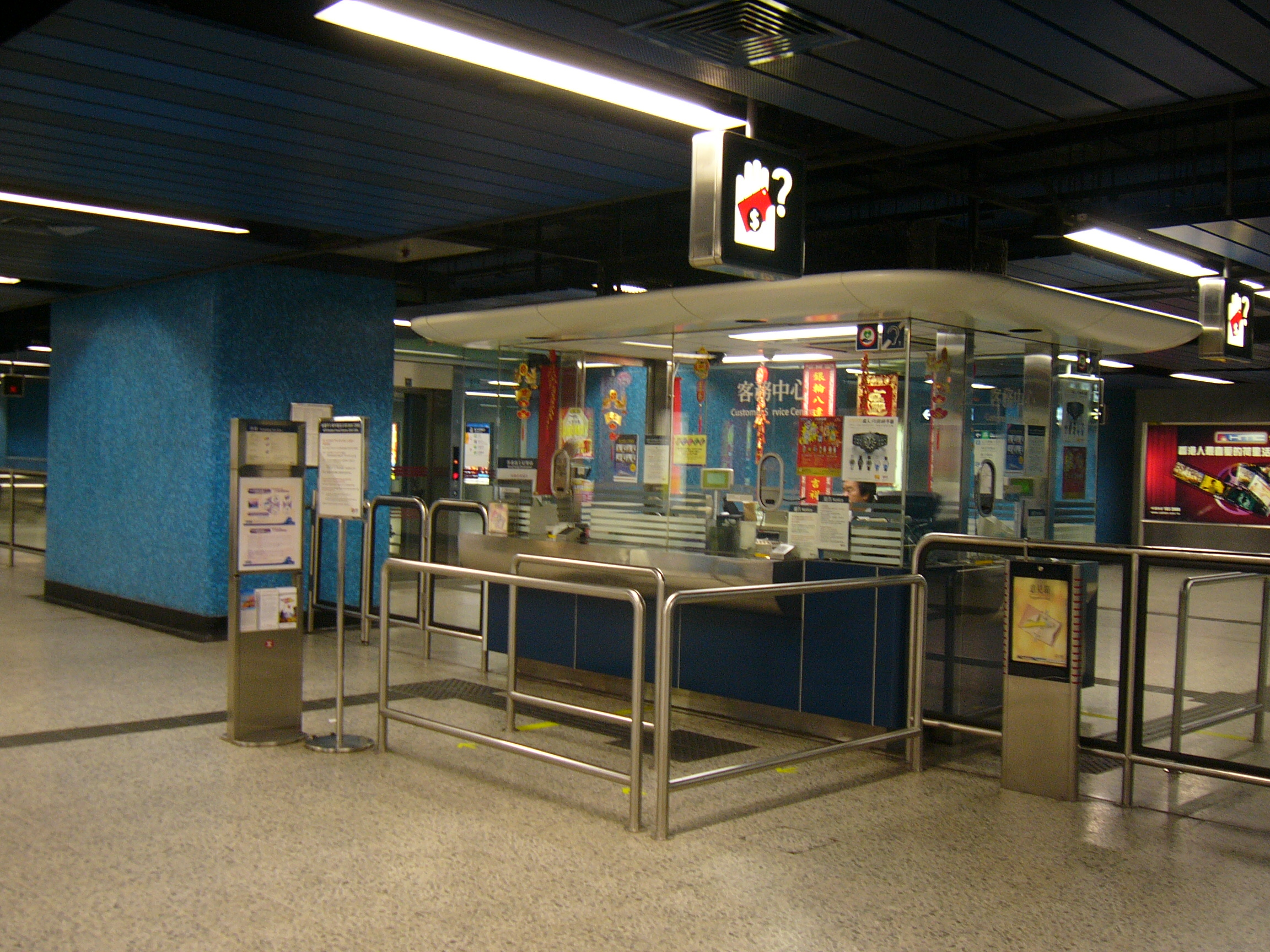
고객서비스 센터

승강장 1과 승강장 2가 같은 섬식 승강장을 공유한 구조이다. 라이깅 역과 마찬가지로 승강장이 한 층 띄워진 구조지만, 승강장의 절반은 람틴 고개에 박혀있는 고조이기 때문에 여느 지하역과 마찬가지로 바깥은 막혀 있는 모습이다. 그러나 실제로는 고가 역, 지상 역, 지하 역이 혼재되어 있는 구조라는 것이다.
대합실은 사면쪽 출입구에서 에스컬레이터를 타고 내려오면 보이는 1층에 자리해 있다. 승차구역과 비승차구역의 두 부분으로 나뉘는데 승차구역에는 아래층 승강장으로 내려가는 에스컬레이터와 우체통이 있고, 비승차구역에는 바깥으로 나가는 출구와 항셍은행 분점이 있다.
승차구역과 비승차구역 사이에는 승차게이트로 가로막혀 있고 고객서비스 센터가 그 사이에 걸쳐있는 구조다.
| -         | 지하도 (가이틴 로)         | 가이틴 로와 람틴 북부로 향하는 지하도                     |
| G         | 대합실                     | 출입구, 보도                                              |
| G         | 대합실                     | 고객서비스, MTR샵                                         |
| G         | 대합실                     | 항셍은행, 자판기, ATM기                                   |
| G         | 보도                       | 신웨이 가든으로 향하는 지하도                             |
| G         | 보도                       | 대중교통 환승, 가이틴 로로 향하는 지하도                  |
| L1 승강장 | 승강장 1                   | → 군통선 티우겡렝 방면 (야우통) → (비일반 운행: 쿼리베이) |
| L1 승강장 | 섬식 승강장, 오른쪽문 열림 |                                                           |
| L1 승강장 | 승강장 2                   | ← 군통선 웡보 방면 (군통)                                 |

## 출입구
- A: 가이틴 단지
- B: 대중교통 환승, 신웨이 플라자
- C: 레이위문 로
- D1: 신팟 로
- D2: 신웨이 가든[4]

## 대중교통
1989년 지하철역이 문을 연 이래 람틴 역 주변은 홍콩의 주요 대중교통 환승센터로 변모하였다. 이전에는 산동네가 자리잡던 곳에 쇼핑센터와 신웨이 플라자 건물이 자리잡았으며 그 밑에 교통환승센터가 역과 인접해 있다. 이처럼 기존의 람틴 마을은 역이 지어진 이후 재개발 계획이 진행되고 있고, 새로운 주택단지와 상업시설에 대한 교통 수요 흐름을 람틴 역이 도맡고 있다.
버스터미널로는 근처에 레이위문 터미널이 있으며 그밖에 여러 대중교통 수단이 람틴 일대를 지나다닌다. 람틴 역의 버스터미널을 경유하는 버스노선만 따지면 다음과 같다.
- A22 - 홍콩 국제공항
- 42C - 정항 주택단지, 칭이
- 61R - 시티원 사틴 (시티버스)
- 89D - 우카이사 역
- 93M - 보람 (아침 출퇴근 시간 전용)
- 216M - 야우통 역 (순환)
- 258D - 보틴 주택단지, 튄문
- 277E, 277P - 틴핑 주택단지, 성서이
- 277X - 륀오후이, 판링
- T277 - 성서이